# West Side Story (2021)
West Side Story is een Amerikaanse musicalfilm uit 2021 onder regie van Steven Spielberg. De film is net als de gelijknamige productie uit 1961 een verfilming van de Broadwaymusical West Side Story (1957), gecomponeerd door Leonard Bernstein, die op zijn beurt een moderne bewerking is van de Shakespeare-tragedie Romeo en Julia. De hoofdrollen worden vertolkt door Ansel Elgort, Ariana DeBose, David Alvarez, Mike Faist, Rita Moreno en Rachel Zegler.

## Verhaal
De Jets en de Sharks zijn twee rivaliserende jeugdbendes uit New York met elk een andere etnische achtergrond. Tony behoorde ooit tot de Jets, terwijl Maria de zus is van Sharks-leider Bernardo. Ondanks de rivaliteit tussen de twee bendes worden Tony en Maria verliefd op elkaar en beginnen ze aan een verboden romance.

## Rolverdeling
| Acteur               | Personage          |
| -------------------- | ------------------ |
| Ansel Elgort         | Tony               |
| Rachel Zegler        | Maria              |
| Ariana DeBose        | Anita              |
| David Alvarez        | Bernardo           |
| Rita Moreno          | Valentina          |
| Josh Andrés Rivera   | Chino              |
| Brian d'Arcy James   | Sergeant Krupke    |
| Corey Stoll          | Lieutenant Schrank |
| Mike Faist           | Riff               |
| Ana Isabelle         | Rosalia            |
| Maddie Ziegler       | Velma              |
| Ezra Menas           | Anybodys           |
| Ben Cook             | Mouthpiece         |
| Sean Harrison Jones  | Action             |
| Patrick Higgins      | Baby John          |
| Julius Anthony Rubio | Quique             |
| Ricardo Zayas        | Chago              |
| Sebastian Serra      | Braulio            |
| Carlos Sánchez Falú  | Pipo               |
| Curtiss Cook         | Abe                |
| Jamila Velazquez     | Meche              |
| Paloma Garcia Lee    | Graziella          |

## Productie

### Ontwikkeling
In maart 2014 raakte bekend dat 20th Century Fox en regisseur Steven Spielberg plannen hadden om een nieuwe verfilming te maken van de Broadwaymusical West Side Story (1957), die in 1961 al eens verfilmd was onder dezelfde titel. De filmproductie uit 1961, die geregisseerd werd door Robert Wise en Jerome Robbins, werd destijds bekroond met tien Oscars, waaronder die voor beste film. In augustus 2014 bevestigde Spielberg in het praatprogramma Good Morning America zijn interesse in een remake. Hij had decennialang geprobeerd om de rechten op West Side Story te bemachtigen. Naast de aparte rechten op West Side Story verwierf de regisseur in 2018 ook de muziekrechten op Leonard Bernsteins volledig oeuvre voor een biografische film over de componist.
Ondanks de bekendmaking van Spielbergs plannen richtte de regisseur zijn aandacht eerst op andere filmprojecten. Nadat hij achtereenvolgens Bridge of Spies (2015) en The BFG (2016) had geregisseerd, raakte midden juni 2016 bekend dat filmscenarist en toneelschrijver Tony Kushner, met wie hij eerder al aan Munich (2005) en Lincoln (2012) had samengewerkt, was ingeschakeld om het script te schrijven. In juli 2017 verklaarde Kushner dat hij in dienst was genomen om het libretto van de musical te herschrijven en dat hij niet van plan was om de muziek, de tijdsperiode, de locatie of het verhaal te veranderen: "Het is nog steeds de Upper West Side van de jaren 1950." Een jaar later voegde hij eraan toe dat Spielbergs versie niet zozeer een adaptatie van de film uit 1961, als wel van de musical uit 1957 zou zijn en dat zijn script aandacht had voor onder meer verschillende aspecten van stedelijk leven in de late jaren 1950.
Begin 2018 werd zowel Indiana Jones 5 als West Side Story in de Amerikaanse pers naar voren geschoven als Spielbergs volgende filmproject. Enkele maanden later werd Indiana Jones 5 uitgesteld en raakte bekend dat Spielberg eerst West Side Story zou regisseren.
In december 2018 werd Adam Stockhausen in dienst genomen als production designer. Stockhausen had eerder al met Spielberg samengewerkt aan Bridge of Spies en Ready Player One (2018). In februari 2019 raakte bekend dat David Newman nieuwe muziek voor de film zou componeren. De Venezolaanse componist Gustavo Dudamel werd in dienst genomen om de oorspronkelijke muziek van Bernstein opnieuw op te nemen.

### Casting
De casting van West Side Story ging eind januari 2018 van start. Er werd gezocht naar acteurs tussen 18 en 24 jaar om de vier hoofdrollen (Tony, Maria, Bernardo en Anita) te vertolken. Drie van de vier acteurs moesten ook Spaans kunnen spreken. Daarmee stelde de productie enkele critici gerust die vreesden dat de remake in navolging van de film uit 1961 geen rekening zou houden met Latijns-Amerikaanse gevoeligheden en representatie. In de film uit 1961 werden immers verschillende Puerto-Ricaanse personages als stereotiepe karikaturen vertolkt door acteurs die niet van Latijns-Amerikaanse afkomst waren en van wie de huidskleur met make-up donkerder gemaakt was.
Ook de vereiste om Spaans te kunnen spreken, was opvallend, aangezien een Broadway-opvoering van West Side Story in 2009 nog voor ophef had gezorgd doordat Lin-Manuel Miranda een deel van de dialogen en liedjesteksten naar het Spaans had vertaald. Die tweetalige aanpak werd later gedeeltelijk teruggedraaid omdat een groot deel van het publiek het Spaans niet begreep.
Begin oktober 2018 werd bekendgemaakt dat Ansel Elgort gecast was als Tony. Rita Moreno, die in de verfilming uit 1961 het personage Anita vertolkt had en voor die rol met de Oscar voor beste vrouwelijke bijrol bekroond was, werd een maand later aan het project toegevoegd. Ze kreeg de rol van Valentina, een personage dat in de oorspronkelijke musical een mannelijke winkeluitbater was die Doc heette. Daarnaast werd Moreno ook benoemd tot uitvoerend producente.
In januari 2019 werden Rachel Zegler, Ariana DeBose, David Alvarez en Josh Andrés Rivera gecast als respectievelijk Maria, Anita, Bernardo en Chino. De onbekende, zeventienjarige Zegler kreeg de rol van Maria nadat ze een video had ingezonden waarin ze de West Side Story-liederen Tonight en I Feel Pretty zong. In tegenstelling tot de overige hoofdrolspelers had ze geen enkele Broadway- of Hollywoodervaring. In maart 2019 werden ook Corey Stoll en Brian d'Arcy James aan het project toegevoegd. In april 2019 werd de casting van de overige leden van de Sharks en Jets bekendgemaakt.

### Opnames
De opnames gingen midden juni 2019 van start in en rond New York en eindigen op 28 september 2019. Er werd gefilmd in onder meer Paterson (New Jersey), Harlem, Fort Tryon Park (Upper Manhattan) en Flatbush (Brooklyn). Daarnaast vonden er ook opnames plaats in de Steiner Studios in Brooklyn.

## Release en ontvangst
De Amerikaanse release was oorspronkelijk gepland voor 18 december 2020. In september 2020 werd de release vanwege de coronapandemie met een jaar uitgesteld, tot 10 december 2021. De première vond op 29 november 2021 plaats in New York.
Op Rotten Tomatoes heeft West Side Story een waarde van 93% en een gemiddelde score van 8.30/10, gebaseerd op 238 recensies. Op Metacritic heeft de film een gemiddelde score van 85/100, gebaseerd op 55 recensies.

## Verschillen met versie uit 1961
Ondanks de uiteindelijke verhaallijn hetzelfde is, zijn er enkele verschillen, waaronder:
- Het personage Doc werd vervangen door Valentina. Valentina heeft ook een grotere en belangrijkere rol.
- De liedjes worden in een andere volgorde gezongen – al dan niet op een andere locatie – en sommige ook door andere personages. Zo wordt het lied "Somewhere" gezongen door Valentina in plaats van Tony.
- Maria werkt niet in een boetiek met bruidsjurken, maar als schoonmaakster.
- Het personage Anybody is een transpersoon, terwijl het personage in de versie van 1961 nog werd neergezet als een tomboy.[36]
- Het gevecht waarin Riff komt te sterven, vindt plaats in een opslagplaats van zout en niet onder een brug.